# Qantas Freight
Qantas Freight és una filial de Qantas, la primera aerolínia d'Austràlia. Gestiona les operacions de transport aeri del Grup Qantas. És propietària de l'aerolínia de càrrega Express Freighters Australia, el transportista Qantas Courier i l'empresa de transports per carretera Jets Transport Express. Així mateix, Qantas Freight formà dues aliances d'empreses amb Australia Post: Australian airExpress, un servei de lliurament de paquets de porta a porta, i StarTrack, una empresa de transport per carretera. El novembre del 2012, Qantas Freight adquirí el 100% d'Australian airExpress i vengué la seva participació en StarTrack a Australia Post. Qantas Freight també fou propietària de DPEXWorldwide, un transportista radicat a Àsia, fins que aquest últim fou adquirit pel seu competidor Toll Holdings el 2010.